# 庄明远
庄明远（1901年—1966年），曾用名庄震华，男，山东莒县人，中国政治人物，曾任中国农工民主党中央委员会委员，第三、四届全国政协委员。